# Ганден
Ганден (тиб. དགའ་ལྡན,) — монастир на горі Вангбур за 47 км на схід від Лхаси в Тибеті, один з найбільших буддійських монастирів і знаменитий університет школи гелуг буддизму Тибету, а також місце паломництва. Главою монастиря є Ганден Тріпа, формальний глава школи гелуг. Раніше Ганден був одним із трьох державних монастирів. Назва «Ганден» — це переклад Тибету санскритського «Тушіта», легендарної обителі Будди Майтреї. Знаходиться на висоті 4500 м-коду.

## Історія
Ганден був заснований в 1409 учнями Цонкапи, який прибув на місце майбутнього монастиря з одним зі своїх учнів — Гендун Друпом (1391—1474, посмертно був визнаний Першим Далай-ламою). Гендун Друп доручив двом іншим учням керувати будівництвом, і основні будівлі монастиря було зведено протягом року. Перед смертю Цонкапа передав своєму учневі, Гьялцабу Дарма Рінчену, свої шапку та чернечий плащ, що символізувало його призначення на посаду настоятеля.
Пізніше Ганден, який був поділений на два факультети — Шарце та Чжангце, перетворився на величезний монастирський комплекс, у якому проходило навчання до чотирьох тисяч ченців.
Монастир був практично повністю зруйнований у роки «культурної революції» (1966 — 1968), але потім був відновлений. У монастирі зараз понад 200 ченців.
Перебуваючи на відстані від Лхаси, Ганден менш популярний серед туристів і паломників, ніж Сірка та Дрепунг, проте історично саме в монастирі Ганден знаходилися керівники адміністрації та політичні лідери школи гелуг. Тибетські біженці відтворили монастир Ганден у штаті Карнатака (Індія).

## Галерея - види монастиря Ганден

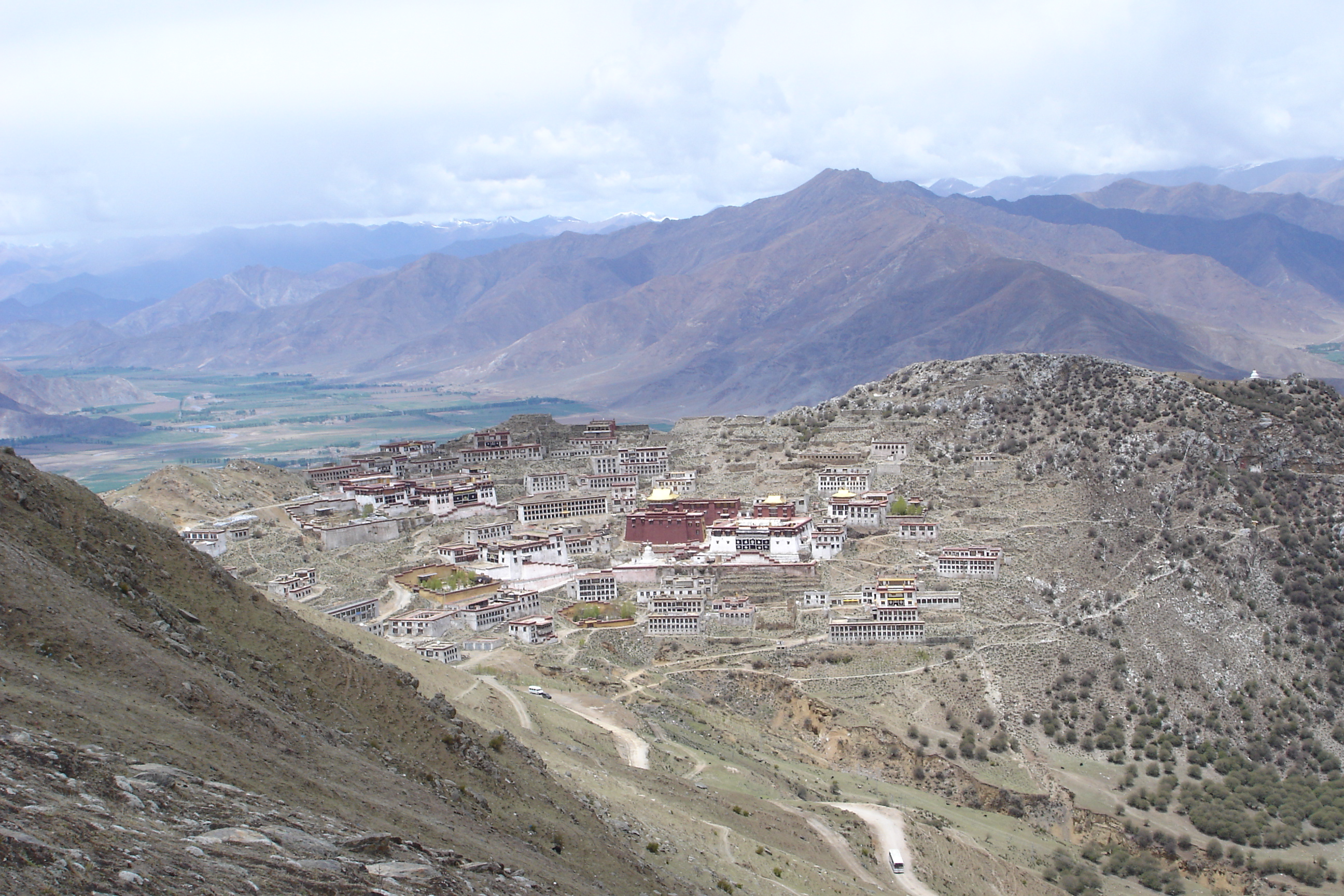
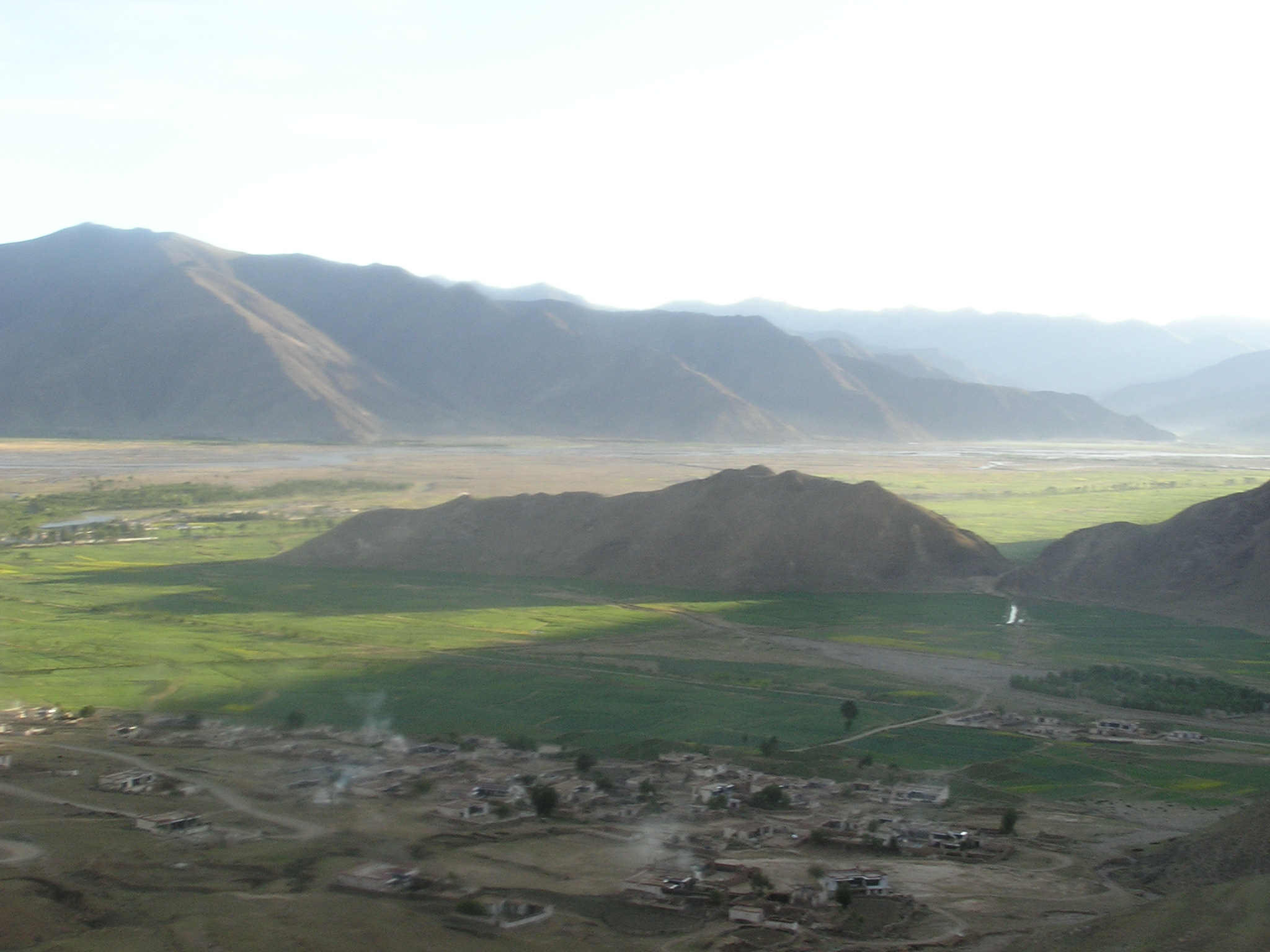
Река Кьи-чу около монастыря Ганден
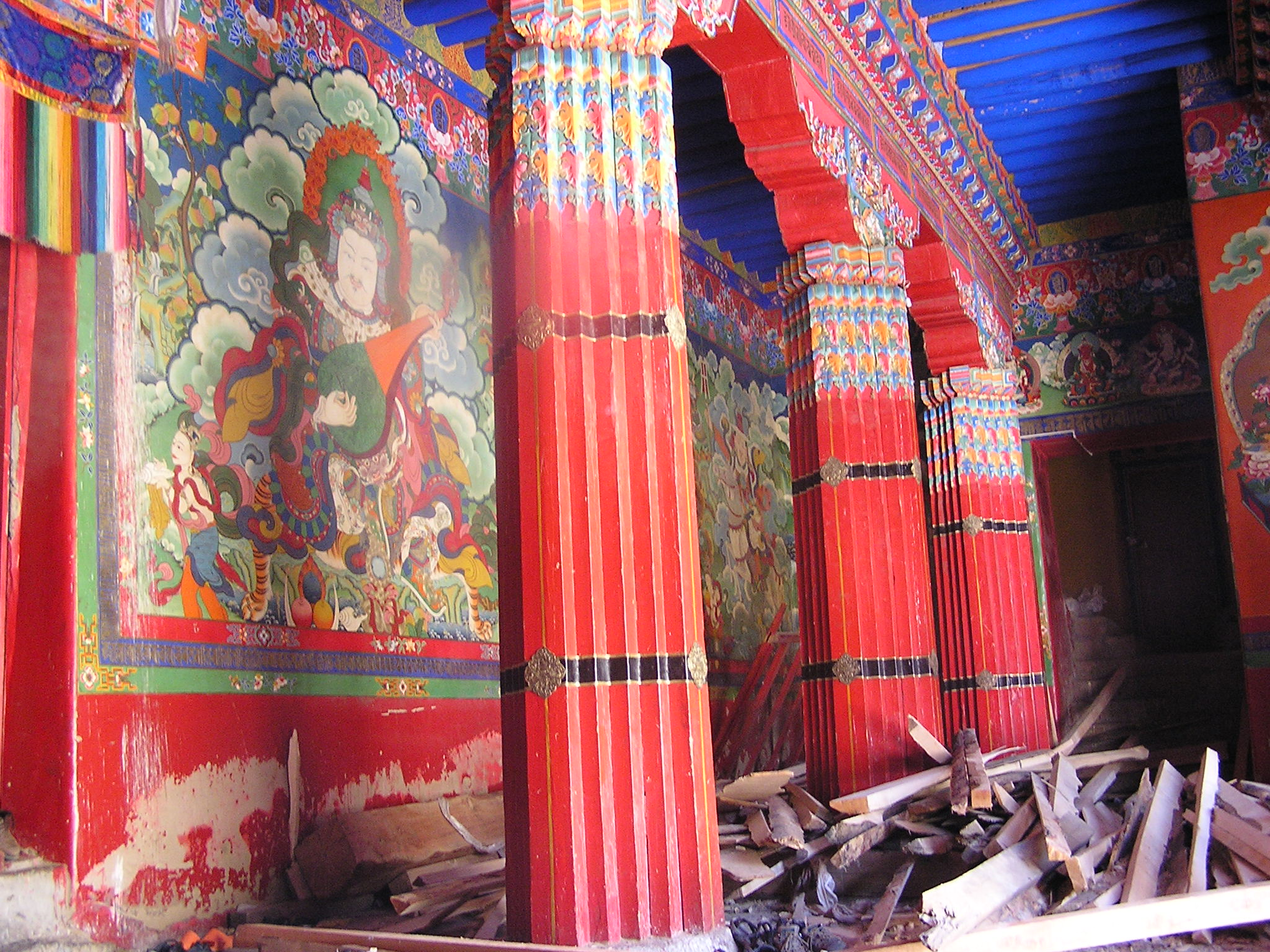
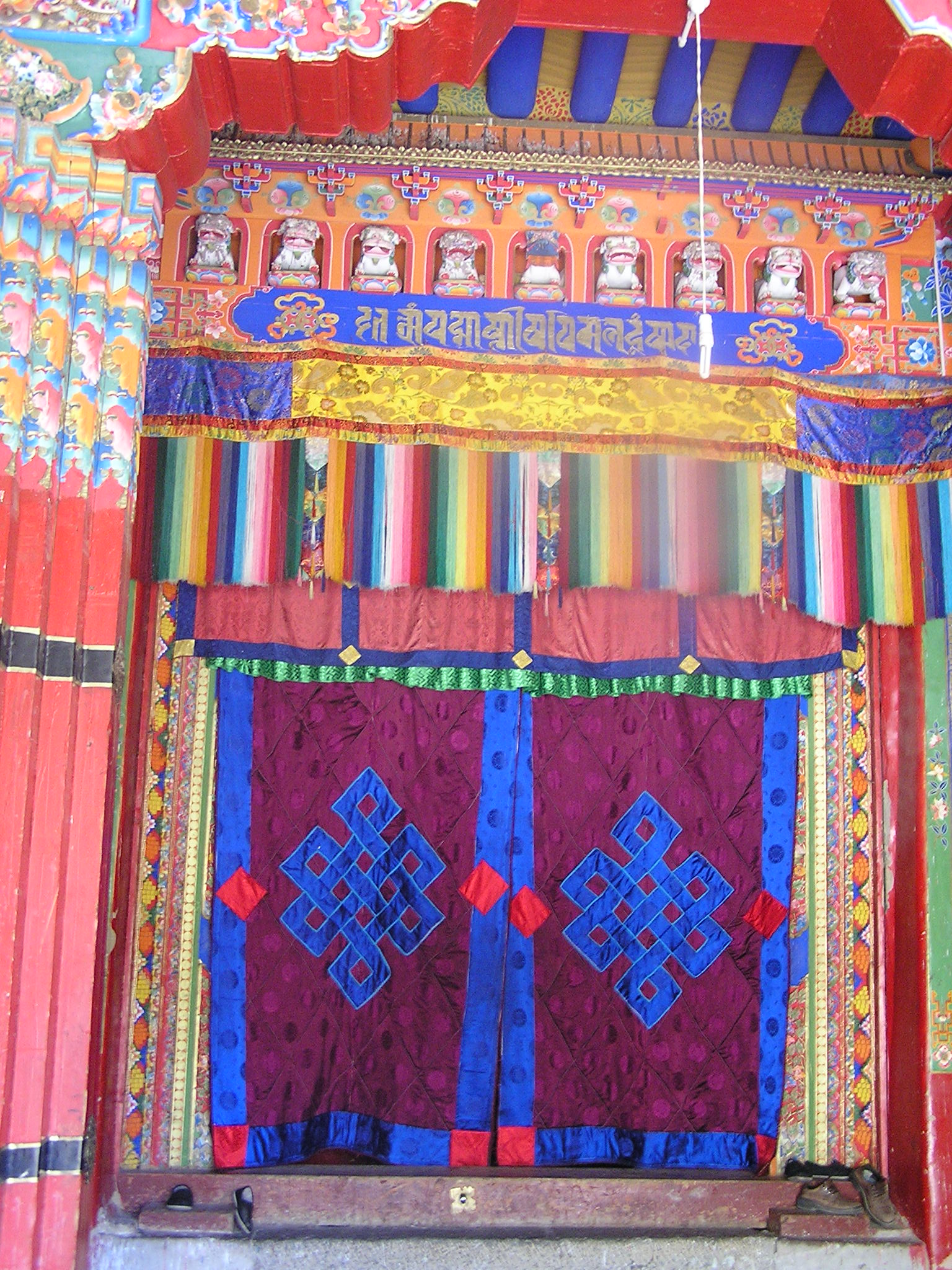
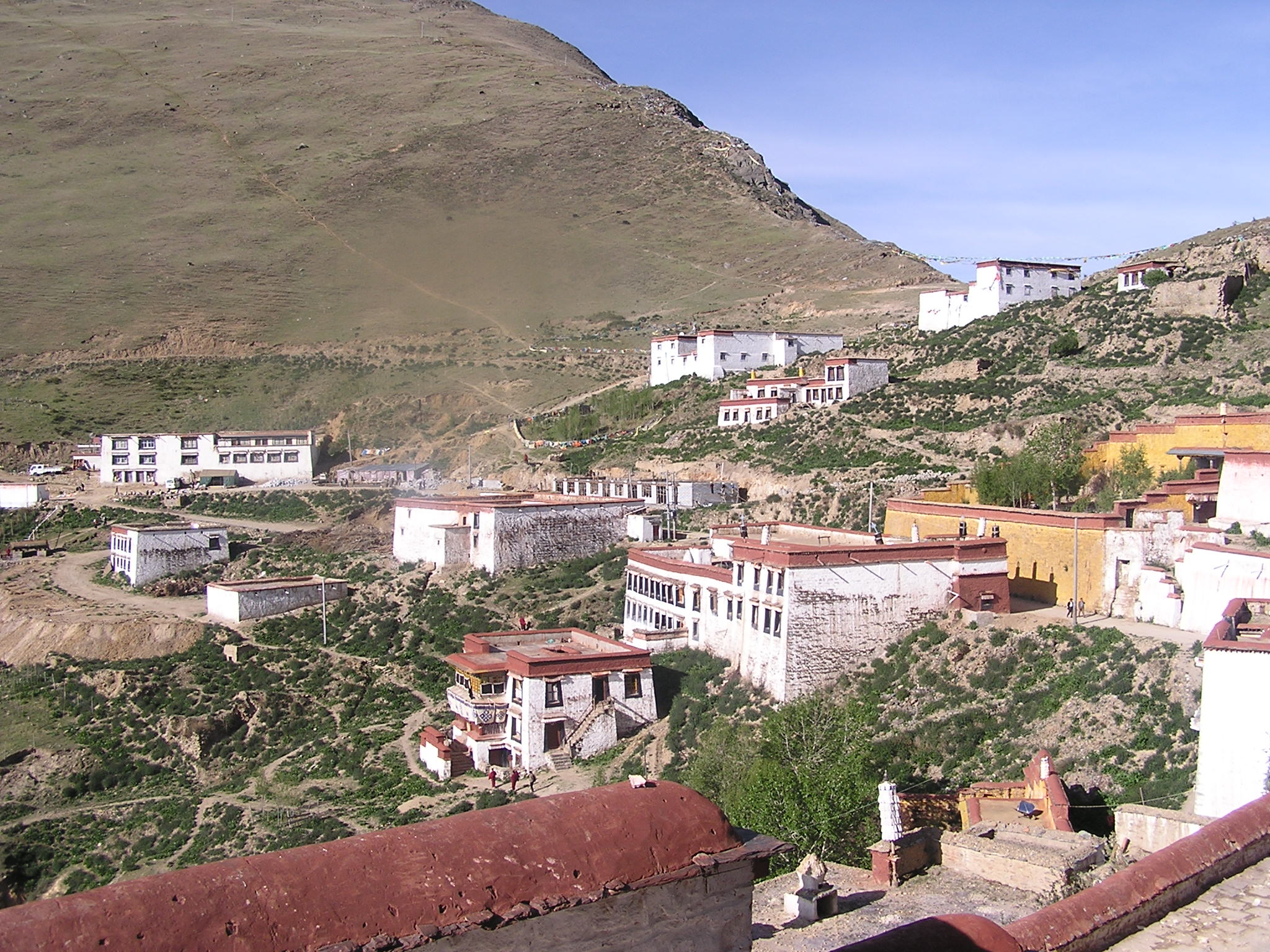
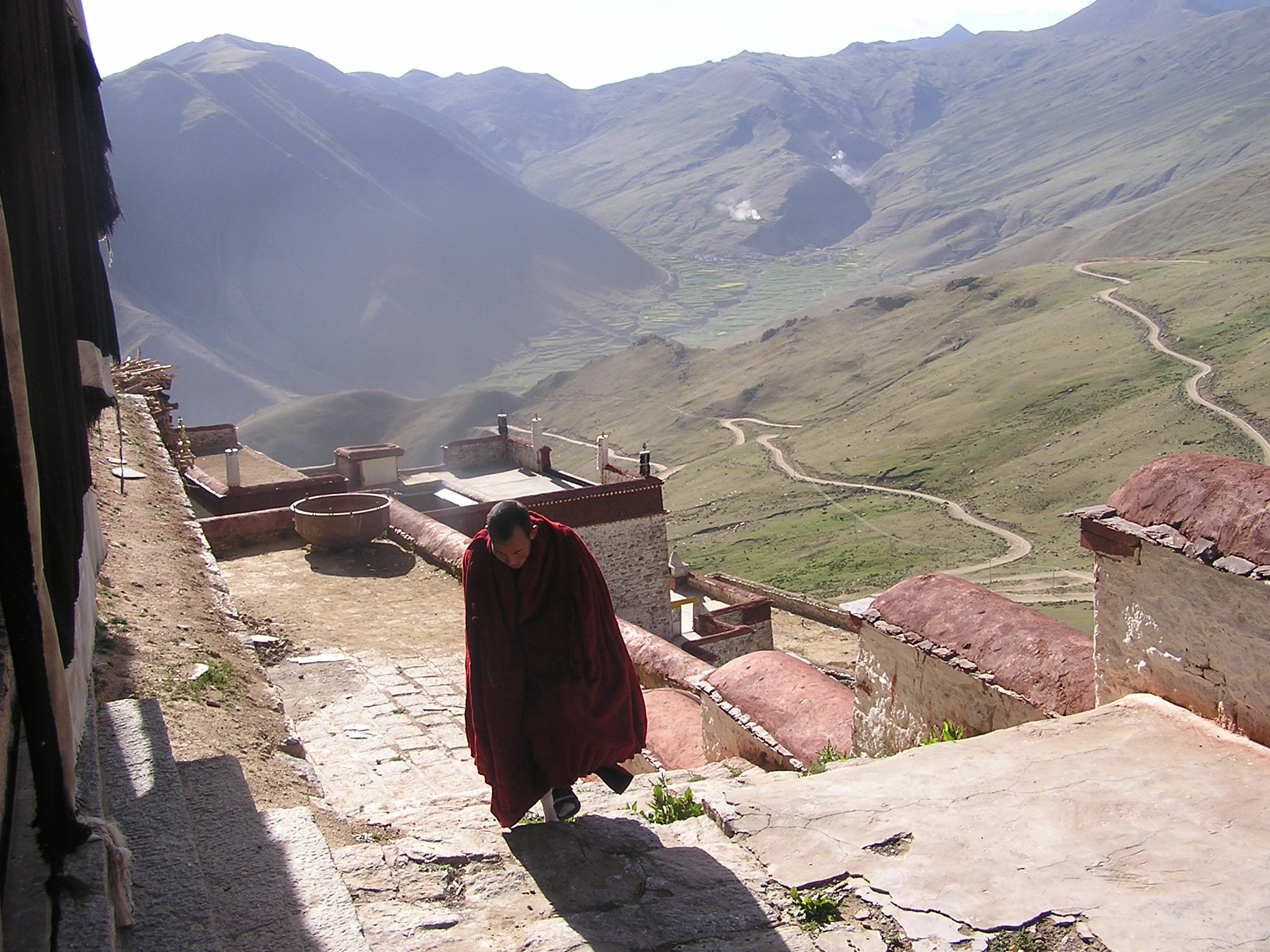
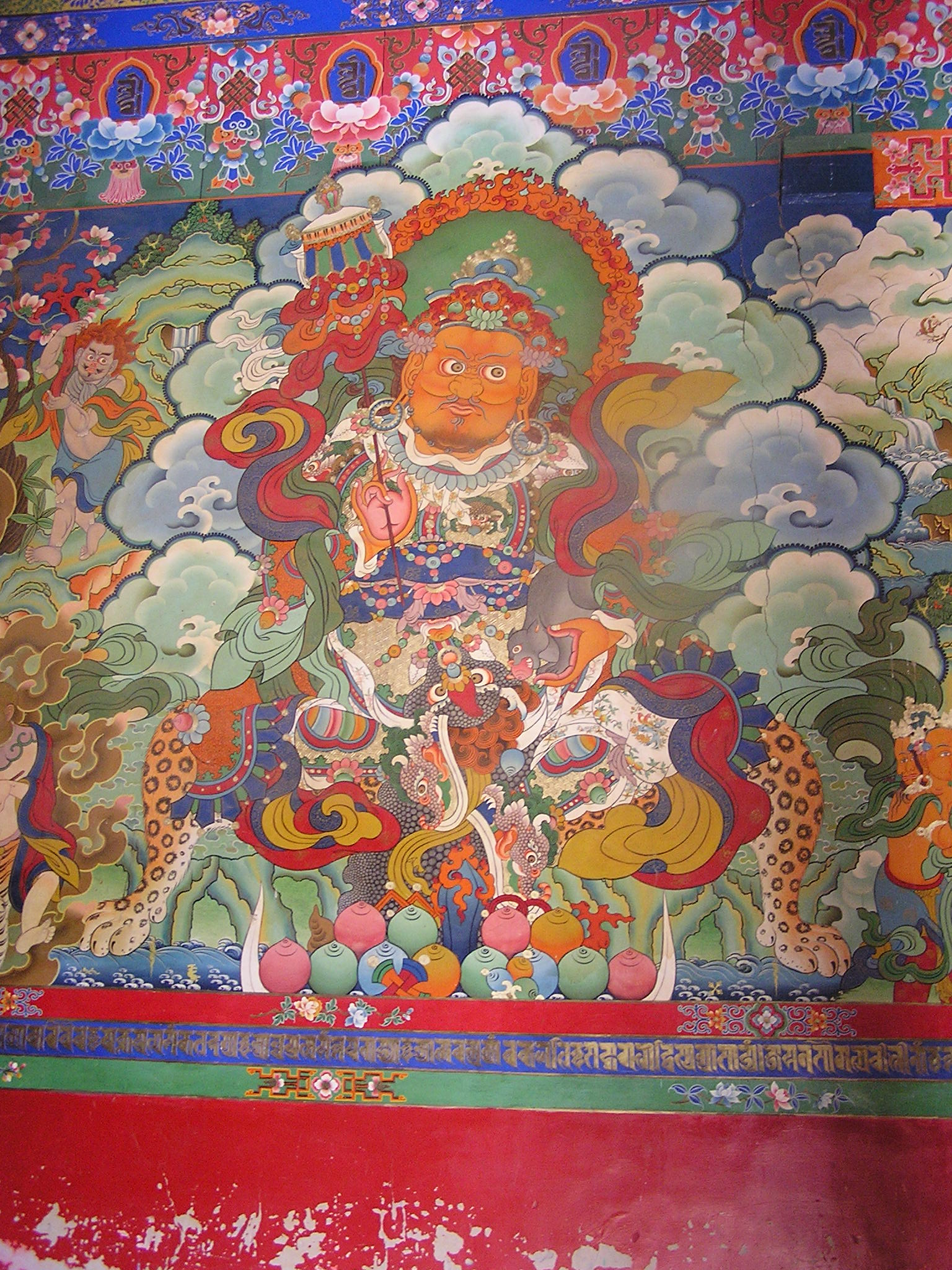
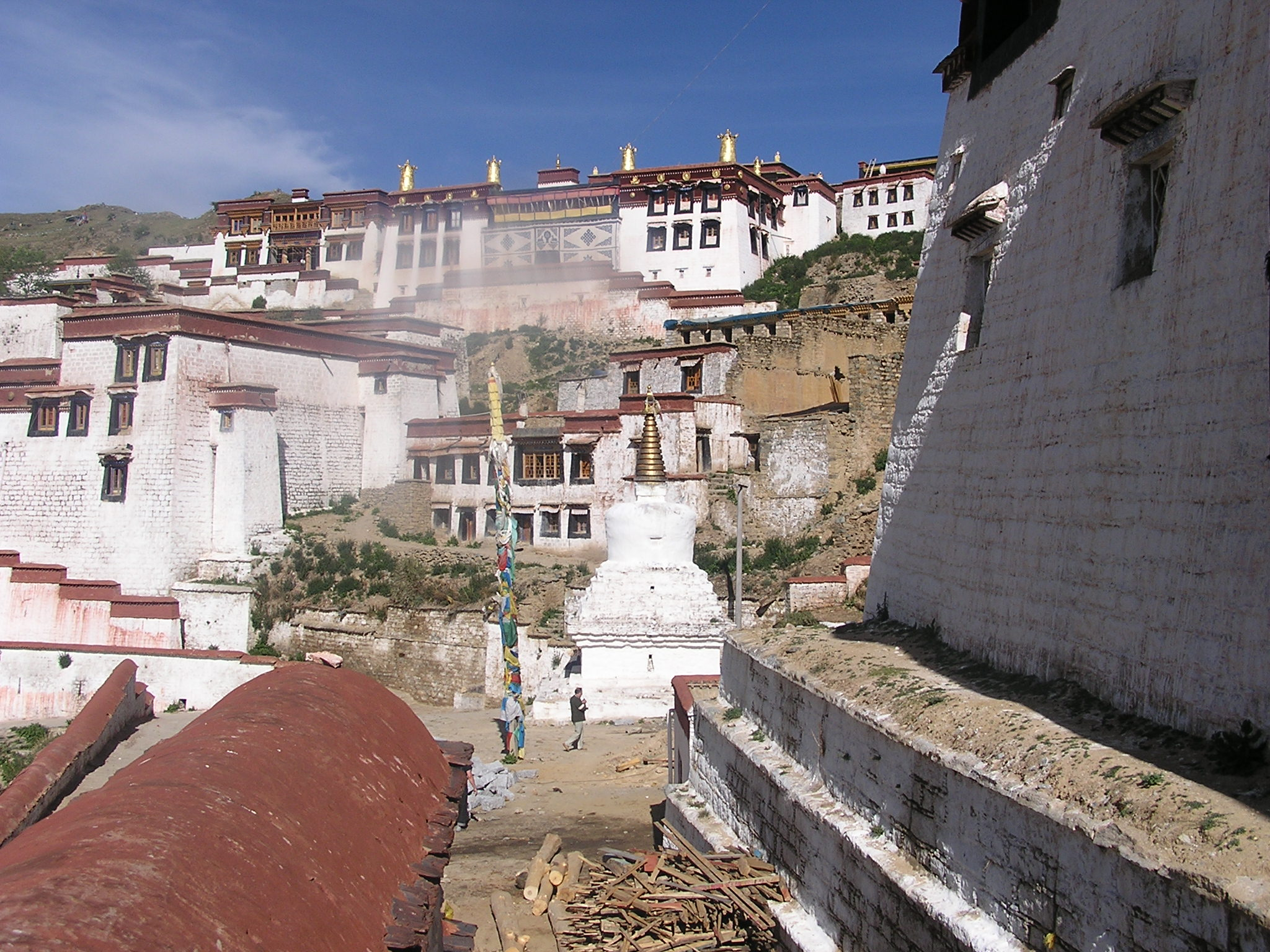
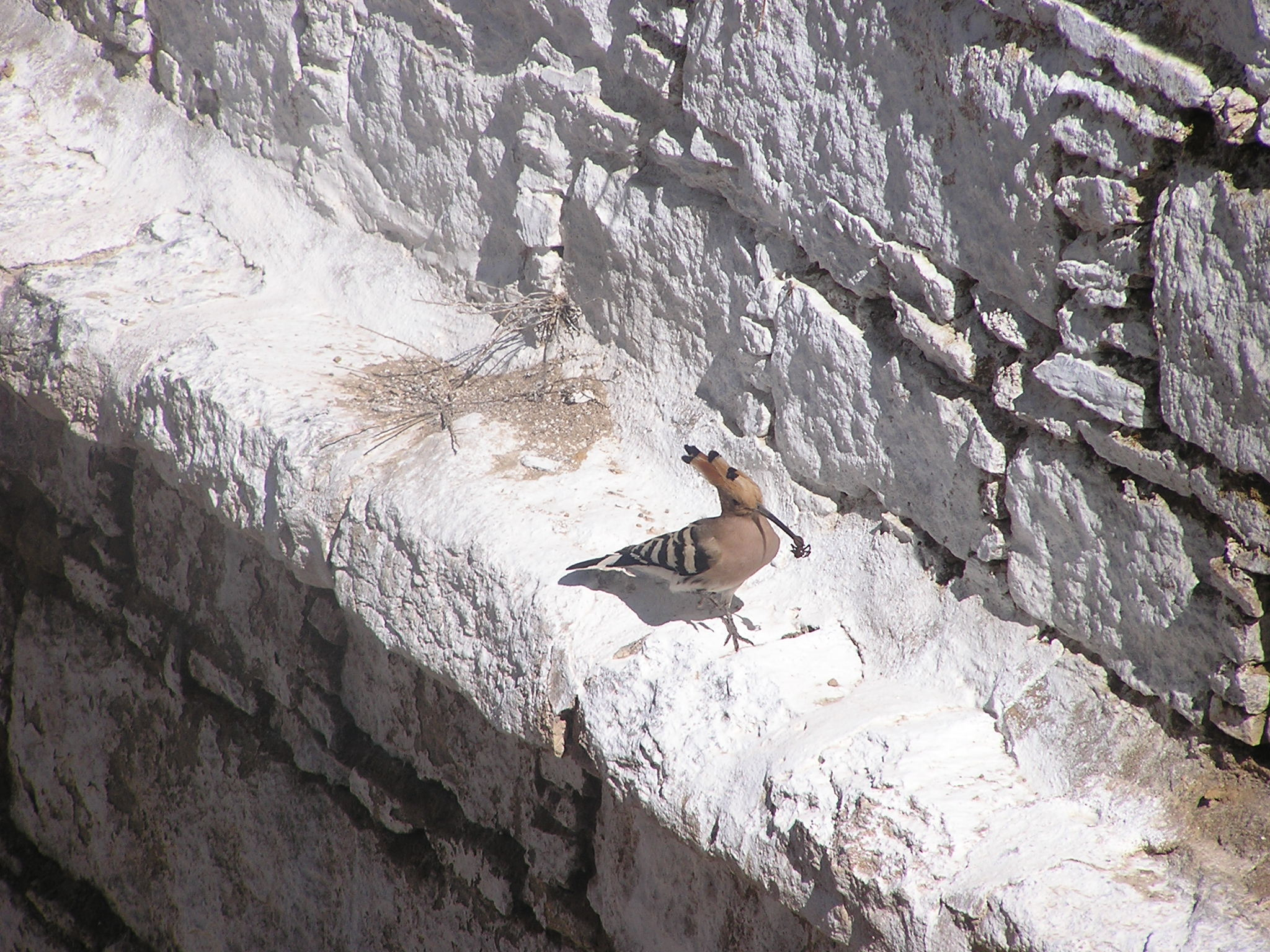
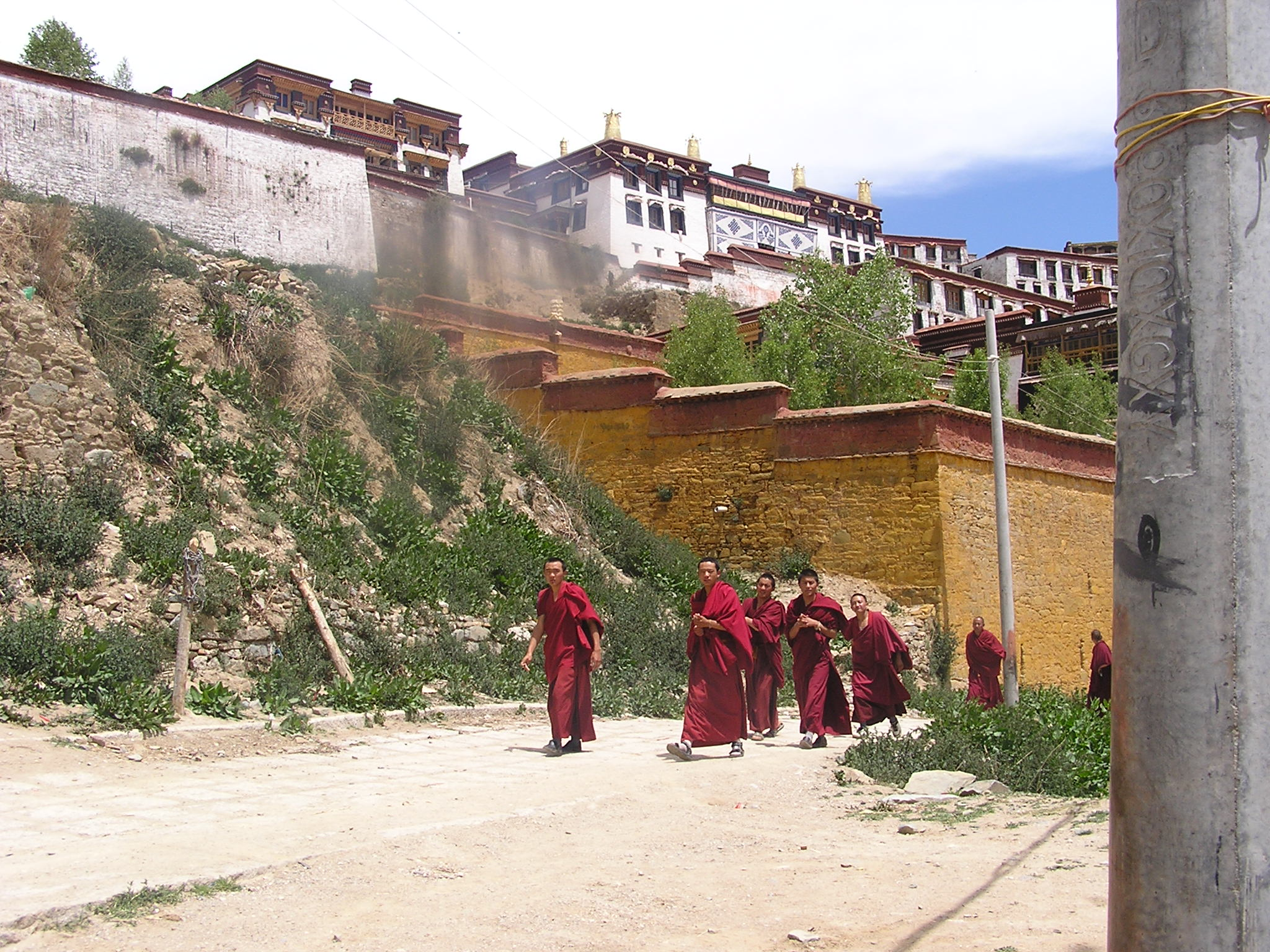
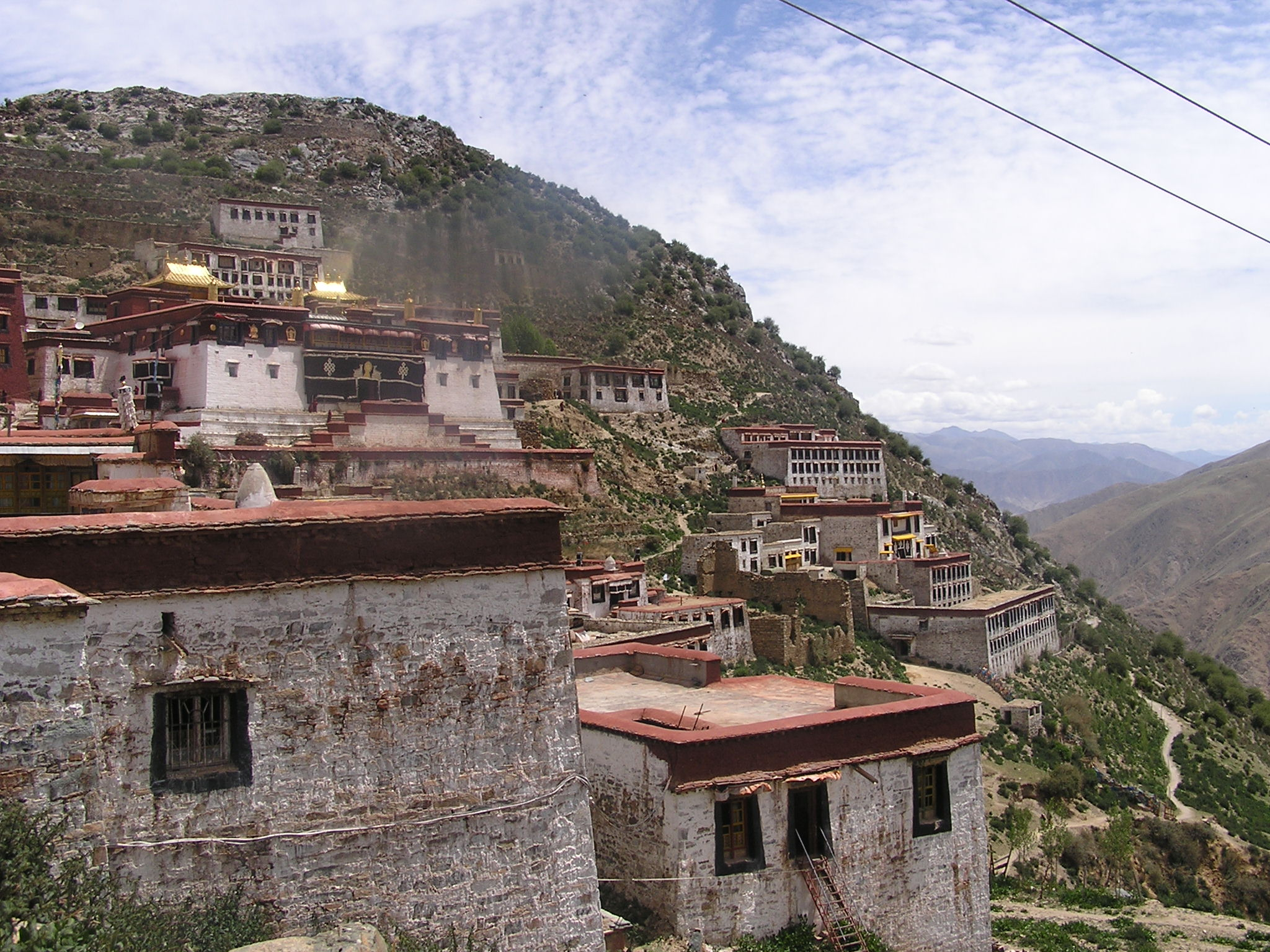
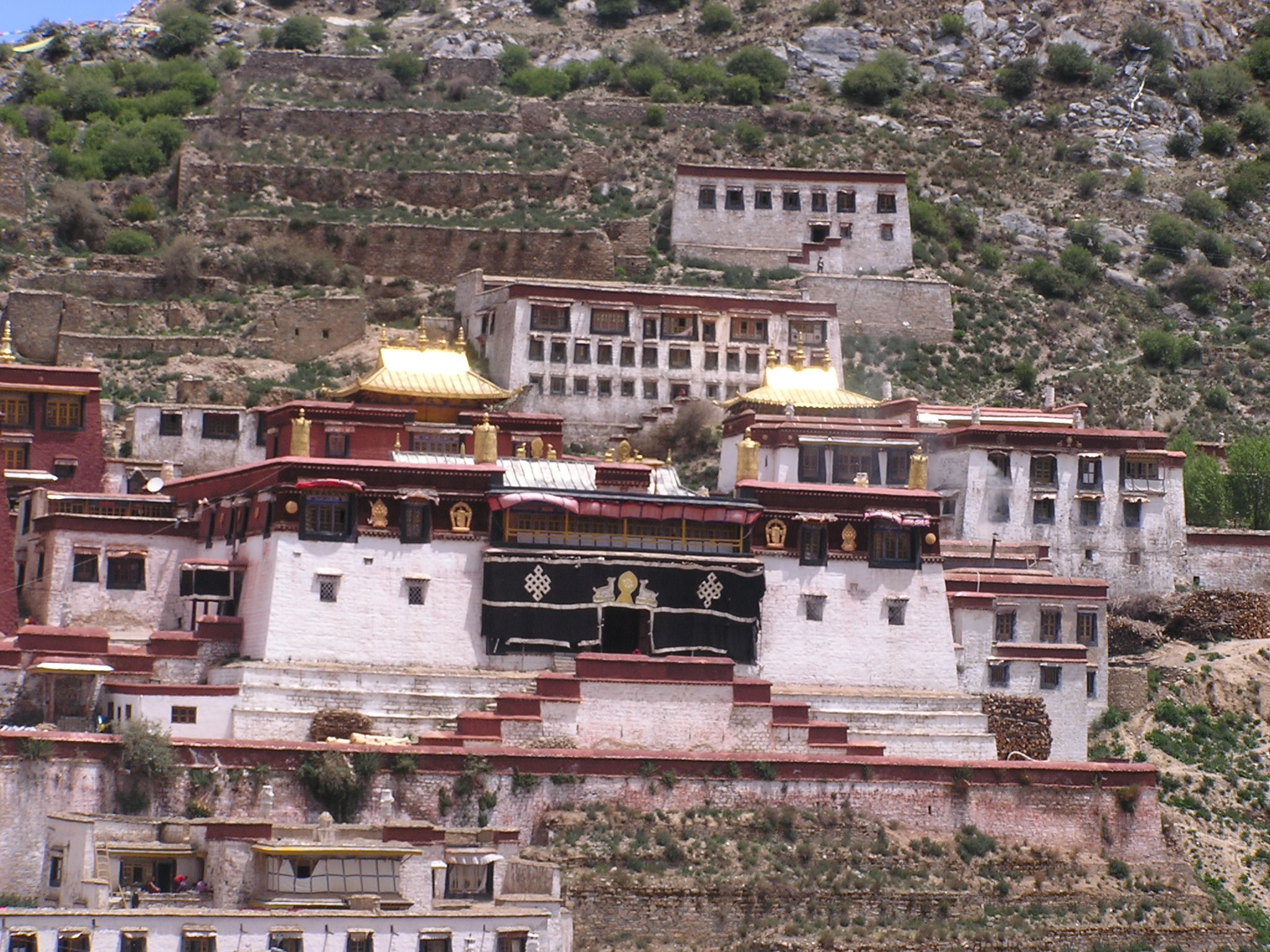